# Kwas diazotowy(I)
Kwas diazotowy(I) (kwas podazotawy), H
2N
2O
2 – nieorganiczny związek chemiczny z grupy tlenowych kwasów azotu, zawierający dwa atomy azotu na stopniu utlenienia I. Jest kwasem słabym i nietrwałym, ma budowę dimeryczną, HON=NOH.

## Otrzymywanie
Otrzymać go można w reakcji diazotanu(I) srebra z eterowym roztworem HCl w warunkach ściśle bezwodnych, w atmosferze gazu obojętnego. Tworzy bezbarwne kryształy krystalizujące z eteru, które łatwo ulegają rozkładowi, a ogrzane wybuchają. Wybuch może nastąpić też bez widocznej przyczyny. W obecności stałego KOH ulega samozapłonowi. W roztworze wodnym powoli rozkłada się z wydzieleniem podtlenku azotu.
Kwas diazotowy(I) tworzy sole: wodorodiazotany(I) zawierające anion [HON=NO]−
 oraz diazotany(I) z anionem [ON=NO]2−
. Diestry kwasu diazotowego(I), RON=NOR, są nietrwałe i rozkładają się do azotu i wolnych rodników.
Izomerem kwasu diazotowego(I) jest nitroamid, H
2N−NO
2.